# Phoberogale
Phoberogale — вимерлий рід геміціонінів, який жив у ранньому міоцені від 22 до 20 мільйонів років тому, знайдений у Франції, Каліфорнії та Пакистані.